# Rudolf Bussmann
Rudolf Bussmann (* 21. Juni 1947 in Olten) ist ein Schweizer Schriftsteller und Übersetzer.

## Leben
Bussmann studierte an der Universität Basel Germanistik, Romanistik und Geschichte mit Studienaufenthalten in Paris und Berlin. Nach seiner Promotion über den expressionistischen Dramatiker Georg Kaiser arbeitete er als Lehrer an verschiedenen Schulen und Höheren Fachschulen in der Berufs- und Erwachsenenbildung. Seit 1987 arbeitet er als freier Schriftsteller, Herausgeber und Übersetzer in Basel und im Jura.
Bussmann ist Mitglied der Basler Lyrikgruppe und Präsident des Internationalen Lyrikfestivals Basel.
Von 1982 an war er Redaktor und zusammen mit Martin Zingg Herausgeber der Schweizer Literaturzeitschrift drehpunkt. 2006 stellte die Zeitschrift ihr Erscheinen ein.

## Würdigungen
1998 Writer in Residence am Allegheny College in Meadville (Pennsylvania)

## Werke
- Einzelner und Masse. Zum dramatischen Werk Georg Kaisers. Zugleich Dissertation Universität Basel. Scriptor-Verlag, Kronberg/Ts. 1978, ISBN 3-589-20635-7.
- Der Flötenspieler. Roman. Luchterhand Literaturverlag, Frankfurt a. M. 1991, ISBN 3-630-86753-7.
- Die Rückseite des Lichts. Roman. Verlag Nagel & Kimche, Zürich & Frauenfeld 1997, ISBN 3-312-00227-3.
- Nimm die Dinge. Gedichte. Verlag Im Waldgut, Frauenfeld 2001, ISBN 3-7294-0310-9.
- Das 25-Stundenbuch. Aphorismen und Bagatellen. Waldgut Verlag, Frauenfeld 2006, ISBN 3-03740-025-0.
- Ein Duell. Roman. Arche Verlag, Zürich & Hamburg 2006, ISBN 3-7160-2361-2.
- Im Stimmenhaus. Gedichte. Waldgut Verlag, Frauenfeld 2008, ISBN 978-3-03740-369-3.
- Popcorn. Texte für den kleinen Hunger. Zeichnungen von Stephanie Grob. Waldgut Verlag, Frauenfeld 2013, ISBN 978-3-03740-291-7.
- Das andere Du. Roman. Edition bücherlese, Hitzkirch 2016, ISBN 978-3-9524082-9-2.
- Ungerufen. Gedichte. Edition bücherlese, Luzern 2019, ISBN 978-3-906907-21-5.
- Herbst in Nordkorea. Annäherung an ein verschlossenes Land. Rotpunktverlag, Zürich 2021, ISBN 978-3-85869-909-1.

Texte zu bibliophilen Editionen:
- Regatta. Radierungen von Jean Nazelle. Galerie Mäder, Basel 2000
- Mäder Heft Vier. Linolschnitte von Heinz Egger. Galerie Mäder, Basel 2005, ISBN 3-905483-60-2.
- Erinnere mich nicht. Radierungen von Annette Barcelo. Hohe Winde Presse, Basel 2011.
- Vorübergehend. Siebdrucke mit Handübermalung von Rosa Lachenmeier. Galerie Mäder, Basel 2003.

Übersetzungen:
- (mit Hoo Nam Seelman) Kim Young-ha: Ein seltsamer Verein. Erzählungen. Konkursbuch Verlag Claudia Gehrke, Tübingen 2012.
- (mit Hoo Nam Seelman) Kim Young-ha: Der Sterbehelfer. Roman. Konkursbuch Verlag Claudia Gehrke, Tübingen 2013, ISBN 978-3-88769-789-1.

Herausgeber:
- (zusammen mit Dieter Zeller) Jakob Bührer Lesebuch. Lenos, 1977.
- Irmtraud Morgner: Rumba auf einen Herbst. Roman aus dem Nachlass. Mit einem Nachwort. Luchterhand Literaturverlag, 1992.
- Friedrich Glauser: Der Chinese. Roman. Mit Anmerkungen und einem Nachwort. Limmat, Zürich 1996.
- Irmtraud Morgner: Das heroische Testament. Roman in Fragmenten. Mit Kommentaren und einem Nachwort. Luchterhand Literaturverlag, München 1998, ISBN 3-630-86992-0.